# Lasse
Lasse er et drengenavn, opstået som svensk kælenavn til Lars. Pr. 1. januar 2017 bar 16.432 danskere navnet Lasse. 

## Kendte personer med navnet
- Lasse Budtz, dansk politiker.
- Lasse Boesen, dansk håndboldspiller.
- Lasse Svan Hansen, dansk håndboldspiller.
- Lasse Lunderskov, dansk musiker og skuespiller.
- Lasse Spang Olsen, dansk stuntman og filminstruktør.
- Lasse Rimmer, dansk tv-vært og standup-komiker.
- Lasse Andersson, dansk håndboldspiller.
- Lasse Møller, dansk håndboldspiller.

## Navnet anvendt i fiktion
- I romanen Pelle Erobreren af Martin Andersen Nexø er Lasse navnet på Pelles far.
- Lasse er en af børnene fra Bulderby-bøgerne af Astrid Lindgren.
- Verden er så stor, så stor med næste linje Lasse, Lasse lille er en gammel børnesang.
- I filmen Portland af Niels Arden Oplev er Lasse en af de to brødre, der er de centrale figurer.